# Épeigné-sur-Dême
Épeigné-sur-Dême is een gemeente in het Franse departement Indre-et-Loire (regio Centre-Val de Loire) en telt 145 inwoners (1999). De plaats maakt deel uit van het arrondissement Tours.

## Geografie
De oppervlakte van Épeigné-sur-Dême bedraagt 21,5 km², de bevolkingsdichtheid is 6,7 inwoners per km².
De onderstaande kaart toont de ligging van Épeigné-sur-Dême met de belangrijkste infrastructuur en aangrenzende gemeenten.

## Demografie
Onderstaande figuur toont het verloop van het inwonertal (bron: INSEE-tellingen).